# Mortelen en Scheeken
De Mortelen en Scheeken vormen een natuurgebied in het hart van het Nationaal Landschap het Groene Woud in de gemeenten Best, Boxtel en Oirschot (Nederlandse provincie Noord-Brabant). Van dit gebied kwam ruim 1200 ha in bezit van Het Brabants Landschap. Door grondaankoop was dit gebied in 2007 uitgegroeid tot 1381 ha.
Zie voor een uitgebreide beschrijving de artikelen over de deelgebieden:
- Heerenbeek
- De Scheeken
- De Mortelen
- Kuppenbunders

## Toponymie
- De naam mortelen heeft betrekking op "mortel", waarmee vermoedelijk de plakkerige leemgrond aangeduid wordt met een woord dat in de bouwkunde voor (ook plakkerige) metselspecie wordt gebruikt.
- In de Scheeken ziet men een samenstelling van "scheiden" plus "eiken", bomen als grensmarkering dus. Het was heel gebruikelijk om grensscheidingen van eikenbomen te voorzien.

## Geschiedenis
De Mortelen/Scheeken vormen een oud kleinschalig cultuurlandschap op leem- en zandgrond met een mozaïek van loofbossen, hakhoutbosjes, weilanden, hooilanden en akkertjes. Dit wordt wel een kampenlandschap genoemd. Het was vroeger een moerasgebied met kopjes dekzand: de donken. Dit is terug te vinden in benamingen als Berendonken, Ravendonk en dergelijke. In de 12e eeuw is dit gebied geleidelijk aan ontgonnen, wat niet gemakkelijk was. De ondergrond is variabel, onder meer door de aanwezigheid van ondoorlaatbare leemlagen. Dit alles zorgde ervoor dat het grondgebruik kleinschalig werd. Houtwallen en bomenrijen markeerden de eigendomsgrenzen. Het voorpootrecht maakte het de boeren mogelijk om de wegbermen die aan hun bezit grensden met bomen te beplanten. In de 19e en 20e eeuw zijn er ook veel naaldbomen en populieren geplant. Een deel van het gebied wordt gevormd door het landgoed Heerenbeek.

## Beheer
Het beheer van het gebied is er op gericht om het bos afwisselender te maken en de bosranden vloeiender. Daarnaast wordt gestreefd naar een meer aaneengesloten gebied. Aangezien door het gebied een autosnelweg en een drukke vierbaans spoorweg loopt, moesten daartoe voorzieningen worden aangebracht zoals een natuurbrug, die in 2005 gereed kwam en die minimaal 35 meter breed is. Door voedselrijke grond en maaisel af te voeren worden weer schraalgraslanden gecreëerd. Omstreeks 1979 werd een ruilverkaveling doorgevoerd in het omliggende gebied, waarbij veel natuurschoon verloren ging en de waterspiegel daalde. Nu tracht men het water weer vast te houden. Begrazing vindt plaats met paarden en runderen, terwijl ook het edelhert zal worden geïntroduceerd.

## Flora en fauna
Bijzondere planten van de weilanden zijn knolsteenbreek en gevlekte orchis, bijzondere bosplanten slanke sleutelbloem, grootbloemmuur, gele dovenetel en eenbes. Bijzonder is ook de massale bloei van de bosanemoon in het voorjaar. Ook komen er bijzonder vlinders voor zoals de gehakkelde aurelia en de kleine ijsvogelvlinder. In de Woekens groeien 20 fladderiepen, wat 10% is van de Nederlandse populatie. Het zijn knotbomen.

## Recreatie
Er is een achttal wandelingen uitgezet die beginnen bij parkeerplaatsen. Ook via wandel- en fietsroutenetwerken kan het gebied bezocht worden. Daarnaast worden er excursies georganiseerd.

## Omgeving
Ten noorden van dit gebied ligt onder meer het particuliere landgoed Veldersbos, verder naar het oosten de kom van Liempde, het dal van de Dommel en de kom van Boskant. Ten zuiden ligt het cultuurgebied bij Best en Oirschot. Ten westen vindt men het Banisveld, dat een zeer grootschalige ontginning met intensieve landbouw was, maar gekocht is door de Vereniging Natuurmonumenten en nu een verbinding naar de Kampina vormt.
Waterlopen van enige betekenis lopen niet door het gebied.